# Mysella dawsoni
Mysella dawsoni är en musselart som först beskrevs av John Gwyn Jeffreys 1864.  Mysella dawsoni ingår i släktet Mysella och familjen Lasaeidae. Inga underarter finns listade i Catalogue of Life.